# Aleksej Tsjirikov

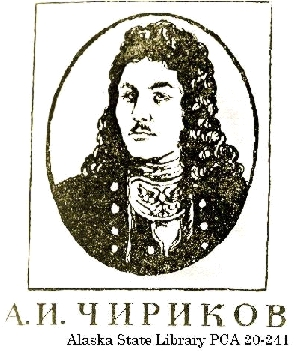
Aleksej Tsjirkov

Aleksej Iljitsj Tsjirikov (Russisch: Алексей Ильич Чириков) (Oblast Toela, 24 december [O.S. 13 december] 1703 – Moskou, 4 juni [O.S. 24 mei] 1748) was een Russische zeevaarder en kapitein.
Tsjirikov werd geboren in een welgestelde familie. Hij ging in 1715 naar de navigatieschool in Moskou en vervolgens naar de Marineacademie van Sint-Petersburg, waar hij afstudeerde in 1721 en aangesteld werd als luitenant bij de Baltische Vloot. 
Van 1725 tot 1730 en van 1733 tot 1743 was hij scheepscommandant bij de Eerste en Tweede Kamtsjatka-expeditie onder leiding van Vitus Bering. Op 15 juli 1741 was hij als kapitein van de Sint Paulus de eerste Europeaan die landde op de noordwestkust van Noord-Amerika en de eerste die enkele van de eilanden van de Aleoeten ontdekte (waarschijnlijk Prins van Wales-eiland). Hij liet er twee verkenningseenheden heen gaan, maar deze verdwenen op mysterieuze wijze waarna Tsjirkov terugkeerde naar Petropavlovsk, waar hij aankwam op 9 december. 
In 1742 had hij de leiding over een zoekexpeditie naar het schip Sint Peter van Bering. Tijdens deze reis legde hij de locatie vast van het eiland Attu, maar door slechte weersomstandigheden moest hij daarop terugkeren. Op de terugweg ontdekte hij Beringeiland en Mednyeiland (of Kopereiland), die later bekend werden onder de naam Komandorski-eilanden.
Hij nam deel in 1746 aan de kartering van de uiteindelijke kaart van de Russische ontdekkingen in de Grote Oceaan. Mede door zijn observaties en metingen werd voor het eerste de werkelijke omvang van Siberië vastgelegd en daardoor ook die van Noord-Eurazië. Hij stierf in Moskou aan tuberculose en de gevolgen van scheurbuik. Hij was getrouwd en had twee zonen en drie dochters.
Kapen van de eilanden Kyushu, Attu, aan de Golf van Anadyr, de Taoejbaai en een onderwaterberg in de Grote Oceaan zijn naar hem vernoemd.